# Diecezja San Angelo
Diecezja San Angelo (łac. Dioecesis Angeliana, ang. Diocese of San Angelo) jest diecezją Kościoła rzymskokatolickiego w zachodniej części stanu Teksas.

## Historia
Diecezja została kanonicznie erygowana 16 października 1961 roku przez papieża Jana XXIII. Wyodrębniono ją z terenów diecezji Amarillo, Austin, Dallas-Fort Worth i El Paso. Pierwszym ordynariuszem został kapłan diecezji Amarillo pochodzenia irlandzkiego Thomas Joseph Drury (1908-1992).  

## Ordynariusze
- Thomas Joseph Drury (1961–1965)
- Thomas Tschoepe (1966–1969)
- Stephen Aloysius Leven (1969–1979)
- Joseph Fiorenza (1979–1984)
- Michael Pfeifer OMI (1985–2013)
- Michael Sis (od 2013)